# Hieracium plantagineum
Hieracium plantagineum là một loài thực vật có hoa trong họ Cúc. Loài này được (Arv.-Touv.) Arv.-Touv. mô tả khoa học đầu tiên.